# Amorphochelus fuscopunctata
Amorphochelus fuscopunctata är en skalbaggsart som beskrevs av Leon Fairmaire 1897. Amorphochelus fuscopunctata ingår i släktet Amorphochelus och familjen Melolonthidae. Inga underarter finns listade i Catalogue of Life.